# روبي بيكيت
روبي بيكيت (بالإنجليزية: Robbie Beckett)‏ هو لاعب كرة قاعدة أمريكي، ولد في 16 يوليو 1972 في أوستن في الولايات المتحدة.

## وصلات خارجية
- روبي بيكيت على موقعبيزبول رفرنس.كوم (الدوري الرئيسي) (الإنجليزية)
- روبي بيكيت على موقعبيزبول رفرنس.كوم (الدوري الثانوي) (الإنجليزية)
- روبي بيكيت على موقع مشجعي الرسوم البيانية (الإنجليزية)